# Johan Fredrik Böritz
Johan Fredrik Böritz, född 25 mars 1749. död 12 maj 1792, var en svensk pukslagare i Kungliga hovkapellet och bror till violinisten Matheus Daniel Böritz. Han tillträdde tjänsten som hovpukslagare vid 19 års ålder och behöll den livet ut.